# Província de Nova Jérsei
```
   |-
       |
Erro:
:  
valor não especificado para "
nome_comum
"
```

A Província de Nova Jérsei foi uma das Colônias Centrais da América colonial e tornou-se Nova Jersey, um Estado dos Estados Unidos em 1783. Ela foi originalmente estabelecida pelos europeus como parte da Nova Holanda, mas ficou sob o domínio inglês após a rendição de Fort Amsterdam em 1664, tornando-se uma colônia proprietária. Os ingleses então designaram a província em referência a Jersey, no Canal da Mancha. A República Holandesa reassumiu o controle por um breve período em 1673-1674. Depois disso, consistiu em duas divisões políticas, East Jersey e West Jersey, até se unirem como colônia real em 1702. Os limites originais da província eram um pouco maiores que o Estado atual, estendendo-se para uma parte do atual estado de Nova Iorque, até à definição oficial da fronteira em 1773.

## Histórico
A Província de Nova Jérsei foi originalmente estabelecida na década de 1610, como parte da colônia da Nova Holanda. A rendição do Fort Amsterdam em setembro de 1664 deu o controle de toda a região do Médio Atlântico aos ingleses como parte da Segunda Guerra Anglo-Holandesa.
Os ingleses justificaram a apreensão alegando que Giovanni Caboto (c. 1450 - c. 1508), um italiano sob o patrocínio do rei inglês Henrique VII, havia sido o primeiro a descobrir o local, embora provavelmente fosse para reivindicar o controle sobre o local, sede de um lucrativo comércio no Atlântico Norte.
O diretor-geral da Nova Holanda, Peter Stuyvesant, (incapaz de levantar uma defesa militar) renunciou ao controle da colônia e conseguiu nos artigos de transferência garantir: direitos de propriedade, leis de herança e liberdade religiosa. Após a rendição, Richard Nicolls assumiu o cargo de vice-governador de Nova Amsterdã e do restante da Nova Holanda, incluindo os assentamentos no lado oeste do "North River" (rio Hudson), conhecidos como Bergen, e aqueles ao longo do rio Delaware que haviam sido a Nova Suécia.

## Governo proprietário
Em março de 1664, o rei Carlos II concedeu a seu irmão James, o duque de Iorque, uma colônia real que cobria a Nova Holanda e o atual Maine. Esta carta também incluía partes da atual Massachusetts, que conflitava com a carta da colônia. O estatuto permitia a James os direitos tradicionais de propriedade e impunha poucas restrições a seus poderes. Em termos gerais, a carta era equivalente a um transporte de terras que lhe conferia o direito de posse, controle e governo, sujeito apenas à limitação de que o governo deve ser consistente com as leis da Inglaterra. O duque de Iorque nunca visitou sua colônia e exerceu pouco controle direto sobre ela. Ele escolheu administrar seu governo através de governadores, conselhos e outros oficiais designados por ele. Nenhuma provisão foi feita para uma assembléia eleita.
Mais tarde, ainda em 1664, o duque de Iorque entregou a parte de seus novos bens entre o rio Hudson e o rio Delaware ao Sir George Carteret em troca da liquidação de uma dívida. O território recebeu o nome da Ilha de Jersey, a casa ancestral de Carteret, mas também foi chamada de "Nova Caesaria". A outra seção de Nova Jérsei foi vendida a Lord Berkeley de Stratton, que era amigo íntimo do duque. Como resultado, Carteret e Berkeley se tornaram os dois Lordes proprietários de Nova Jérsei. Os dois proprietários de Nova Jérsei tentaram atrair mais colonos para se mudarem para a província, concedendo seções de terras aos colonos e aprovando a Concessão e Contrato, um documento de 1664, que concedia liberdade religiosa a todos os habitantes de Nova Jersey; sob o Governo britânico, não havia liberdade religiosa, pois a Igreja Anglicana era a igreja do estado. Em troca da terra, os colonos deveriam pagar taxas anuais conhecidas como "quit-rents".